# Маркировка бумаги

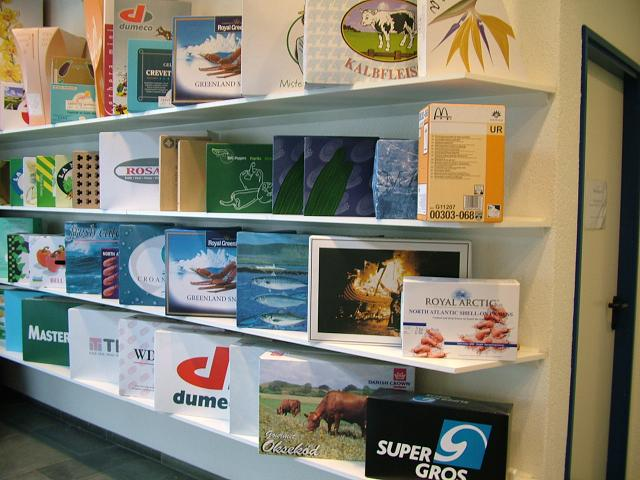

Маркировка бумаги — нанесение на тару с бумагой обозначения её названия, вида, типа, наименования и реквизитов фирмы-изготовителя и других данных. 
Маркировка наносится в виде штампов, водяных знаков, тиснения и т. д. Стоит различать сопроводительную информацию для перевозчиков от информации о бренде производителя бумаги и о самой бумаге.

## Маркировка бумаги для офисной техники
Белизна и яркость офисной бумаги оценивается по международному стандарту ISO и CIE. Чем выше эти показатели, тем более выраженный белый цвет имеет поверхность листа.
Толщина бумаги для офисного применения измеряется в микрометрах (мкм). Например, используется бумага толщиной 102 мкм, 104 мкм, 106 мкм, 108 мкм. 
Плотность измеряется в граммах на квадратный метр. Основные используемые значения плотности:
- 45 — писчая (газетная);
- 80 — стандартная для лазерной и струйной печати;
- 120 — эрзац-картон;
- 250 — плотная.

Бумага для офисной техники делится на классы A, B и C. Существуют также улучшенные категории (например, А+, А++, С+).

## Применимость бумаги по устройствам печати
На задней стороне упаковки пачки офисной бумаги размещается указание с рядом символов, характеризующих пригодность бумаги для различных типов оргтехники.
Часто применяются следующие виды указания:
- laser (или три звезды) — лазерный принтер;
- inkjet mono (или одна звезда) — струйный принтер;
- offset (или три звезды) — ризограф или дупликатор для типографского качества печати;
- copier (или три звезды) — копировальный аппарат.

Так, для струйного принтера, в работе которого используется распыление на бумагу жидких чернил, учитывается параметр пористости: на пористой бумаге чернила расплываются. Для лазерного принтера или копировального аппарата учитывается шероховатость. На грубой бумаге светочувствительный слой фотобарабана быстро изнашивается.